# Professor Layton und das Vermächtnis von Aslant
Professor Layton und das Vermächtnis von Aslant (jap. レイトン教授と超文明Aの遺産, Layton Kyōju to Chou Bunmei A no Isan, deutsch etwa „Professor Layton und das Erbe der Superzivilisation A“) ist ein Rätselspiel für den Nintendo 3DS. Es ist der sechste Teil der Professor-Layton-Serie. Dieses Spiel ist das letzte mit Layton als Hauptperson. Es stellt das große Finale der zweiten Trilogie der Spiele dar.

## Handlung
Die Handlung spielt ein Jahr nach Professor Layton und die Maske der Wunder. Alles beginnt mit einem Schreiben von dem Archäologen, Professor Locklair, welches Professor Layton erhält. Dieser behauptet, er habe eine lebende Mumie entdeckt, und bittet den Professor um seine sachkundige Meinung. So brechen der Professor, seine Assistentin Emmy und sein Lehrling Luke in das verschneite Snøborg auf. Es stellt sich heraus, dass die „Mumie“ eine Gesandte der Aslanti namens Aurora ist, die die Fähigkeit besitzt, das Vermächtnis von Aslant zu offenbaren. Hierzu werden jedoch Artefakte benötigt, die auf der ganzen Welt verstreut sind und so machen sich der Professor, Emmy und Luke auf die Artefakte zu suchen.

## Rätsel
Wie auch schon in den letzten Professor-Layton-Abenteuern, liegt der Hauptaugenmerk des Spiels im Lösen von Rätseln. Insgesamt enthält das Spiel einschließlich Bonusrätsel 165 Rätsel. Dazu kommen 385 optionale „Rätsel des Tages“, die man aus dem Internet herunterladen kann.

## Synchronisation
| Rolle            | Deutscher Synchronsprecher |
| ---------------- | -------------------------- |
| Hershel Layton   | Mario Hassert              |
| Luke Triton      | Sophia Längert             |
| Emmy Altava      | Anja Welzel                |
| Desmond Locklair | Viktor Pavel               |
| Jean Descole     | Viktor Pavel               |
| Aurora           | Nicole Hannak              |
| Raymond          | Klaus Lochthove            |
| Inspektor Grosky | Klaus Lochthove            |
| Kommissar Bloom  | Benjamin Stöwe             |
| Leon Bronev      | Matthias Scherwenikas      |
| Roland Layton    | Matthias Scherwenikas      |
| Lucille Layton   | Anja Welzel                |
| Rachel Bronev    | Anja Welzel                |
| Theodore Bronev  | Sophia Längert             |
| Hershel Bronev   | Christian Zeiger           |

## Wertungen
- computerbild.de 1,78[1]
- Planet3DS 8/10[2]
- 4Players 82/100[3]